# جمبودویپ

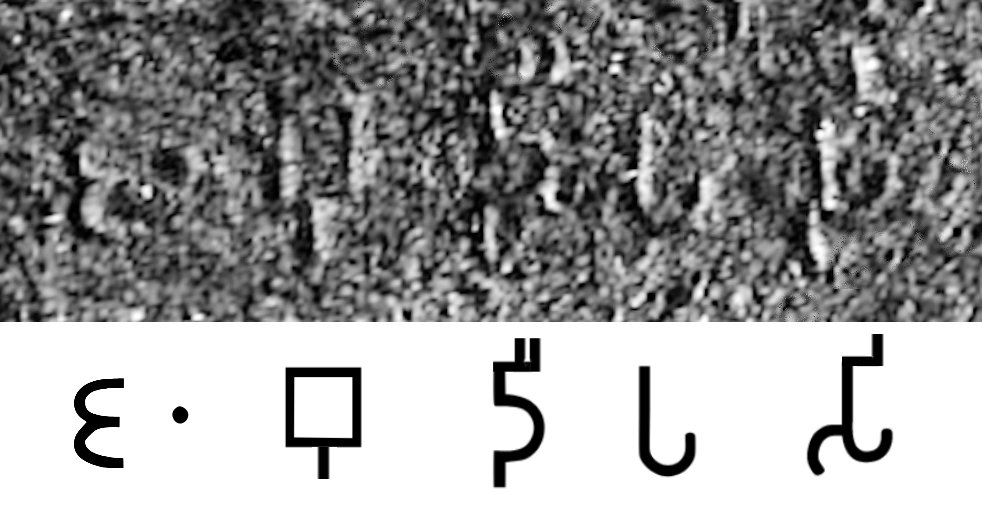
نام پراکریت جمبودویپ (जम्बुद्वीप) «هندوستان» برای آشوکا در ساسارام فرمان صخره‌ای کوچک، حدوداً ۲۵۰ پیش از میلاد (خط براهمی)

جمبودویپ (سانسکریت: जम्बूद्वीप، آوانگاری: Jambūdvīpa، ت. «جزیره جمبو») منطقه جغرافیایی و نام باستانی هند بزرگ در تاریخ هند باستان. اصطلاح جمبودویپه توسط آشوکا، احتمالاً برای نشان دادن قلمرو خود در قرن ۳ قبل از میلاد استفاده می‌شود، همان اصطلاح سپس در کتیبه‌های بعدی تکرار می‌شود، به عنوان مثال کتیبه میسوری از قرن دهم پس از میلاد که همچنین منطقه، احتمالاً هند باستان، را به عنوان جمبودویپه توصیف می‌کند.

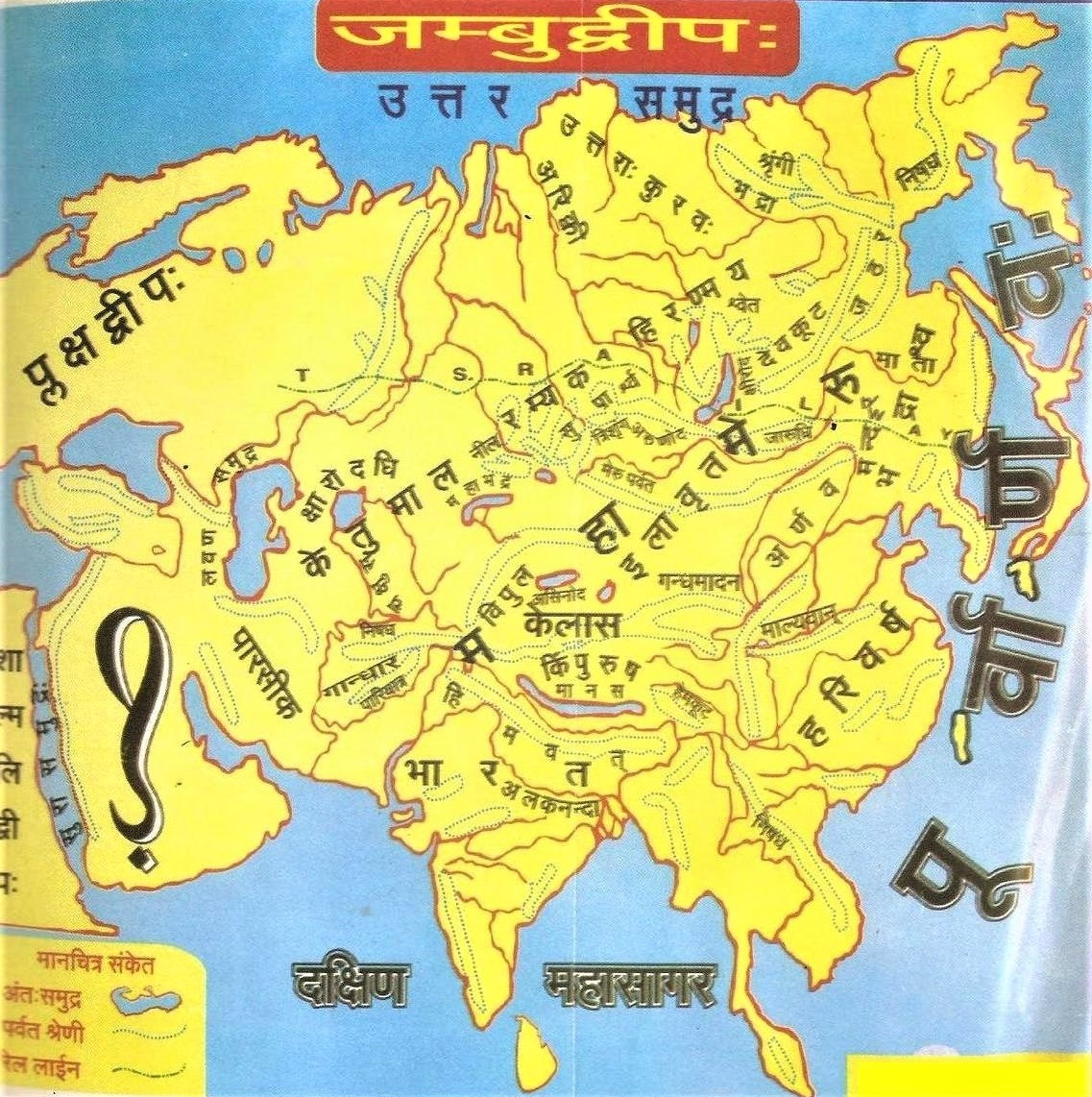